# Annika Wickihalder
Annika Wickihalder (Zürich, 25 januari 2001) is een Zwitsers-Zweeds zangeres. Ze nam deel aan Melodifestivalen 2024 en Melodifestivalen 2025.

## Biografie
Wickihalder werd geboren in het Zwitserse Zürich. Ze woonde ook een periode in Spanje. Op vijfjarige leeftijd verhuisde ze met haar gezin naar Zweden. Aldaar maakte ze deel uit van een kinderkoor en studeerde ze Gospel aan de Mellansels folkhögskola.
In 2021 nam Wickihalder deel aan Idol, de Zweedse versie van Pop Idol. Hier haalde ze de derde plaats. Twee jaar later bracht Wickihalder haar eerste ep Hollow uit, dat een mix was van de muziekgenres soul, gospel en pop.
Wickihalder nam in 2024 met het nummer Light deel aan Melodifestivalen 2024, de Zweedse preselectie voor het Eurovisiesongfestival 2024. Ze wist de finale te behalen waar ze op de achtste plaats eindigde. In het volgende jaar nam ze opnieuw deel aan Melodifestivalen 2025 met het nummer Life Again. Ze wist zich direct te plaatsen voor de finale die plaatsvond op 8 maart 2025 in de Strawberry Arena in Solna. Wickihalder eindigde op de achtste plaats.
- MusicBrainz: 9ad85df3-8ffb-4d74-a473-6f41b456fed9